# 原絲體
原絲體 (protonema) 是一個如線一般的細胞串，是苔蘚植物 (Bryophytes) 生命週期的第一個階段，也就是單倍體（配子體） (gametophyte) 階段，是由細胞形成的線狀鏈。
當一個苔類 (Liverworts) 或蘚類 (Mosses) 開始從孢子生長出來之後，會成長成類似藻類的「原絲體」，在細胞分裂素的作用下出芽生長，然後發展成葉狀的配子體。原絲體是所有苔類和一些蘚類的特徵，但並不出現在角蘚身上。
此外，原絲體亦是發芽的蕨類孢子進行光合作用部份。蘚苔類的配子體多半比被子植物發達。
苔蘚的原絲體由兩種類型的細胞组成：萌芽時形成的綠絲菌體 (chloronemata)，和綠絲菌體分化而来的生絲體（caulonemata）。生絲體萌芽後，會隨分化成為配子體。

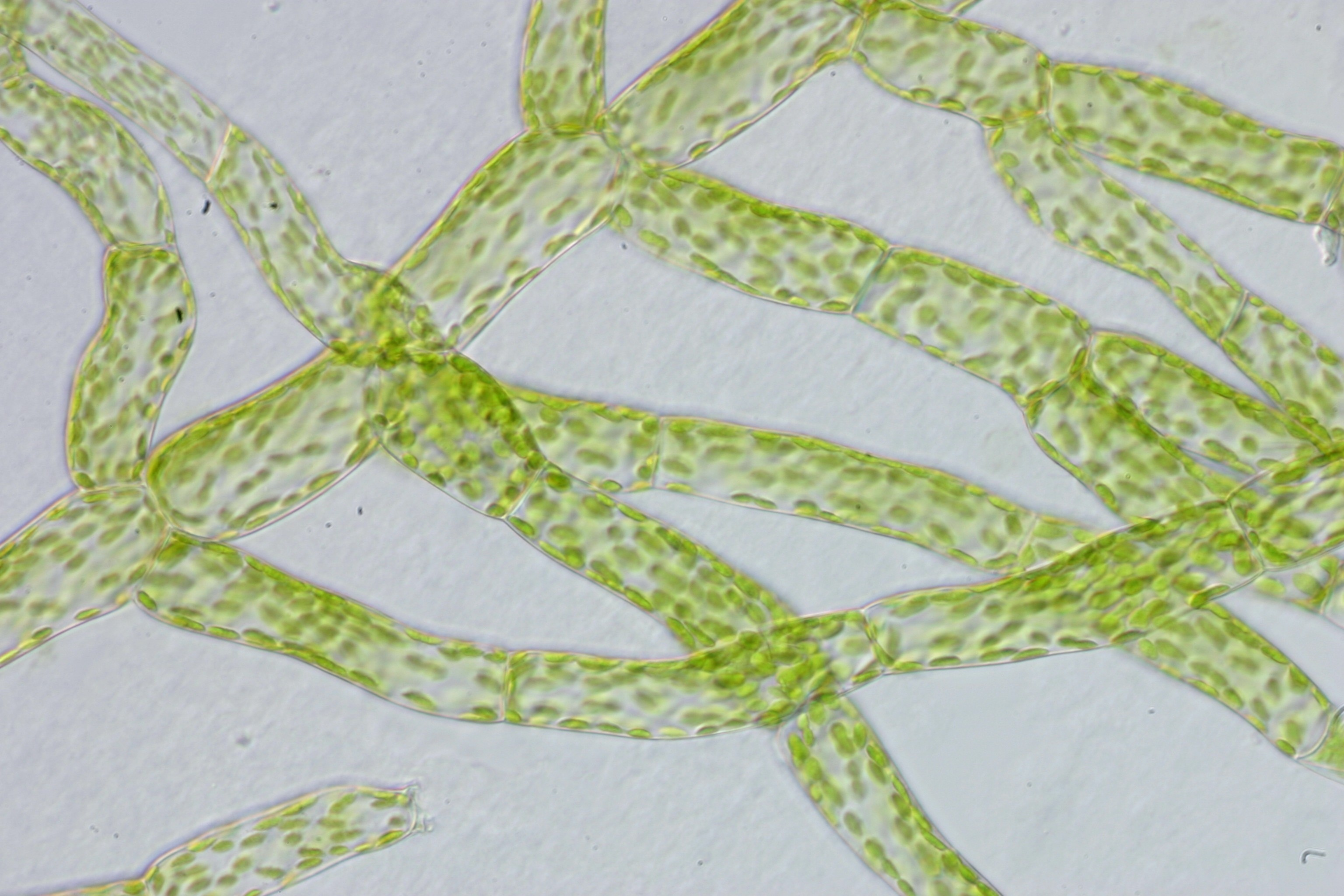
蘚苔植物的原絲體細胞